# 伊丹親興
伊丹 親興（いたみ ちかおき、生年不詳 - 天正2年11月15日（1574年11月28日））は、室町時代・戦国時代の摂津国の武将。官位は大和守。通称は次郎、貞親。伊丹親永の子。子に伊丹忠親。伊丹城の城主。

## 出自
伊丹氏は摂津国の有力国人であり細川京兆家に仕えていたが、享禄4年（1531年）6月、細川高国・浦上村宗に味方した伊丹国扶が大物崩れにおいて討ち死にする。伊丹氏は阿波細川家出身の細川晴元に降り、伊丹国扶の従兄弟、親興が伊丹城主となった。

## 生涯

### 三好政権
天文10年（1541年）9月、細川晴元の命令により、その重臣・三好長慶（摂津越水城主）が三好政長（摂津榎並城主）、池田信正（摂津池田城主）らと旧高国派であった摂津一庫城の塩川政年を攻めると、親興や三宅国村（摂津三宅城主）は一庫城攻撃の不当性を将軍・足利義晴に直訴し、木沢長政に救援を依頼。親興自身も援軍に向かった為、三好長慶らは一庫城の攻囲を解き、同年9月29日に越水城に退却した（一庫城の戦い）。この戦いは三好長慶と木沢長政の太平寺の戦いに発展した。
天文14年（1545年）には、細川晴元、三好長慶に協力して細川氏綱（細川高国の子）と戦った。
天文17年（1548年）末、三好長慶が主君・細川晴元に叛旗を翻すと親興は晴元に味方した。翌天文18年（1549年）6月、三好長慶は三好政長を破り細川晴元を敗走させ（江口の戦い）、伊丹城を囲んだ。しかし親興は城を守り通し、翌天文19年（1550年）3月に遊佐長教の仲介で和睦した（『両細川記』）。
永禄元年（1558年）、六角義賢が三好政勝（三好政長の子）、香西元成と共に足利義輝を奉じて上洛を図ると、親興は池田勝正、松永久秀、三好長逸と共に三好長慶の元に参陣している。
永禄5年（1562年）5月の三好長慶と畠山高政との教興寺の戦いでも親興は、三好方として戦っている。
永禄7年（1564年）三好長慶が病死し、三好三人衆と松永久秀・三好義継の間で権力争いが始まると親興は久秀に味方し、永禄9年（1566年）5月摂津池田城の池田勝正を攻撃している。しかし、同年6月11日に兵庫浦に上陸した、三人衆方の阿波三好氏と讃岐十河氏の軍勢を率いる篠原長房の攻撃を受け、同年8月17日に松永久秀の西摂の拠点であった滝山城が落城すると、翌9月5日に親興も三好三人衆に下った（東大寺大仏殿の戦い）。

### 足利義昭と摂津三守護
永禄11年（1568年）9月、織田信長が後に第15代将軍となる足利義昭を奉じて上洛すると、三好三人衆と篠原長房は摂津の芥川山城、越水城を含む全ての畿内の拠点を放棄し、10月2日に阿波に撤退した。この時、親興は池田勝正と共に信長に降り領地を安堵されている。その後、足利義昭の近臣で近江の国人・和田惟政が芥川山城に入城し、和田・伊丹・池田の三氏は摂津の守護に任じられ、摂津三守護と呼ばれた。
永禄12年（1569年）1月、三好三人衆が和泉国に上陸し、本圀寺の足利義昭を襲撃した時には、親興は細川藤孝や三好義継、池田勝正、摂津国衆・荒木村重らと共に三好三人衆を破っている（本圀寺の変）。
元亀元年（1570年）6月、三好長逸に通じた荒木村重が池田城から池田勝正を追放すると、同年7月21日、三好三人衆は摂津中嶋に再度上陸し、野田城・福島城を築城した。これに対し信長は摂津に遠征し、野田城・福島城を包囲した。親興も同年8月、足利義昭に従って中島・天満森に着陣したが、8月13日の石山本願寺の挙兵、浅井・朝倉の南進もあり、足利・織田勢は8月23日に山城国へ向けて撤退している。同27日に阿波・讃岐の軍勢を率いた篠原長房は兵庫浦に上陸、越水城を奪還している（野田・福島の戦い）。
元亀2年（1571年）6月11日には篠原長房の率いる阿波・讃岐の軍勢が畿内に再上陸し、河内高屋城の畠山昭高（信長の妹婿）を攻めており、同年8月末には、荒木村重と池田知正も、足利義昭方の伊丹親興、茨木重朝、和田惟政を攻め、重朝と惟政が討ち死にした。勢いに乗った池田勢は茨木城、郡山城を攻め落とし、和田惟長（和田惟政の子）の籠る高槻城を攻囲した。これに松永久秀・久通父子も池田勢に加わり、高槻城下を焼き払った。和田氏と親交の厚かったルイス・フロイスの報告によりこの敗戦を知った信長は9月9日に佐久間信盛を、足利義昭は9月24日に明智光秀を講和の為に派遣し、荒木村重らは兵を引き上げた（白井河原の戦い）。
元亀3年（1572年）になると、先の松永久秀に続いて足利義昭も信長を見限り、三好三人衆と密かに同盟を結んでしまう。この状況に対し親興は、義昭・松永方につくことを選択し、同年5月、松永久秀、三好義継と共に畠山昭高の領内・河内交野城を攻めている。

### 荒木村重の台頭と摂津三守護の終焉
元亀4年（1573年）3月、高槻城にて和田惟長が高山友照・右近親子に殺される事件が起きる。更に、同年4月、池田城の荒木村重が織田信長方に寝返った。この頃、池田家では三好派の池田知正と足利義昭派の池田勝正の兄弟が存在し、荒木村重は両方を見限ったと考えられる。その後、高山父子は荒木村重に従属するようになり、旧和田氏と旧池田氏の勢力が伊丹氏に向けられる事となった。
更に、同年7月には阿波の篠原長房が三好長治に誅殺され（上桜城の戦い）、畿内の三好派は阿波・讃岐からの支援が得られなくなり、同月、槇島城に籠もった足利義昭が降り（槇島城の戦い）、翌8月には淀城の岩成友通も討ち取られ（第二次淀古城の戦い）、同11月、三好義継が若江城の戦いで自害、翌12月に松永久秀が降伏した。そして、翌天正2年（1574年）11月15日、伊丹城は荒木村重に攻められ落城し親興は自害した。一説では、落城後に浪人となり、後に関ヶ原の合戦で戦死したともいわれる。伊丹城は有岡城と改名され、荒木村重の本拠地となった。